# Angry Birds Seasons
Angry Birds Seasons est un jeu vidéo d'artillerie et de puzzle développé et édité par Rovio Mobile, sorti en 2010 sur Windows, Mac, iOS, Android, BlackBerry 10, BlackBerry Tablet OS, Windows Phone, LG webOS et Symbian OS. Le jeu a connu des mises à jour régulières jusqu'en 2016.

## Mises à jour
- 2010 : Trick or Treat (Halloween) / Season's Greedings (Noël)
- 2011 : Hogs and Kisses (Saint-Valentin) / Go Green, Get Lucky (Saint-Patrick) / Easter Eggs (Pâques) / Summer Pignic (Été) / Mooncake Festival (Fête de la mi-automne) / Ham'O'Ween (Halloween) / Wreck the Halls (Noël)
- 2012 : Year of the Dragon (Nouvel an chinois) / Cherry Blossom (Hanami) / Piglantis (Été) / Back to School (Rentrée) / Haunted Hogs (Halloween)
- 2013 : Winter Wonderham (Hiver) / Abra-Ca-Bacon (Journée mondiale du cirque) / Arctic Eggspedition (Noël)
- 2014 : South Hamerica et Pig Days (Été) / Ham Dunk (NBA) / On Finn Ice (Noël)
- 2015 : Tropigal Paradise (Spring break) / Invasion of the Egg Snatchers (Halloween) / Ski or Squeal (Noël)
- 2016 : Fairy Hogmother (Saint-Valentin) / Marie Hamtoinette (Histoire) / Summer Camp (Été) / Piggywood Studios (Cinéma) / Hammier Things (Halloween) / Ragnahog (Noël)

## Accueil
- IGN : 8/10 (Trick or Treat)[1]